# Новая Деревня (Михайловский район)
Новая Деревня — деревня Горностаевского сельского поселения Михайловского района Рязанской области России.

## Население
| 1859 | 1897 | 1906 | 2007 | 2010 |
| ---- | ---- | ---- | ---- | ---- |
| 490  | ↗778 | ↗914 | ↘38  | ↘23  |

## Этимология
Другое название селения - Фёдоровское. По фамилии землевладельца Фёдорова. Нынешнее же своё название получило в связи с тем, что в Михайловском уезде было несколько селений с одинаковыми названиями: 
- Фёдоровское Лужковской волости,
- Фёдоровка Феняевской волости,
- Фёдоровское Глебовской волости,
- Фёдоровские Выселки Горностаевской волости.

Это создавало неудобства, особенно для почтовых работников. Поэтому по желанию жителей Федоровское Лужковской волости была переименована в Новую Деревню.